# Головко Віктор Олександрович
Віктор Олександрович Головко (6 травня 1984, Херсонська область — 12 березня 2022, с. Гута-Межигірська, Київська область, Україна) — [Україна|український]] військовослужбовець, старший лейтенант Національної гвардії України, командир 2-ї бойової групи спеціального призначення (водолазної) ОЗСП «Омега», учасник російсько-української війни, що загинув у ході російського вторгнення в Україну. Герой України (2022, посмертно).

## Життєпис
Головко Віктор народився 6 травня 1984 року на Херсонщині, але свою юність він провів у Дубровиці. Закінчив Дубровицьку загальноосвітню школу № 2 (2001) на Рівненщині.
Проходив військову службу у внутрішніх військах МВС України, з 2014 — у Національній гвардії України. У спецпідрозділі «Омега» прослужив 9 років.
З перших днів брав участь в АТО на сході України.
24 лютого 2022 року, у перший день російського вторгнення в Україну, майор Роману Собківу, старший лейтенант Віктор Головко та їхні підлеглі забезпечували оборону аеропорту «Київ». Групи Собківа і Головка утримували свої позиції дев'ять діб. 4 березня 2022 року їхні підрозділи було перекинуто у Вишгородський район Київщини. Тут 7 березня поблизу села Синяк ними було виявлено та знешкоджено секрет противника.
12 березня групи майора Собківа та старшого лейтенанта Головка отримали інформацію, що підрозділ окупантів переправився через Ірпінь та закріпився на правому березі річки. На допомогу їм було спрямовано підкріплення — зведений підрозділ 27-ї окремої Печерської бригади Нацгвардії. Однак спільний загін гвардійців натрапив на засідку противника. Було прийнято рішення, що група Головка має лишатися на місці і відвертати увагу ворога на себе, у той час як група Собківа спробує обійти позиції противника з флангу і зненацька вдарити по них. Однак група Собківа булу оточено ворогом та майор героїчно загинув. У цей час група Головка побачила позаду себе висадку десанту транспортним вертолоьотом Мі-8 під прикриттям ударного Ка-52. Розгорнувши частину бійців і висунувшись у район висадки, Головко уміло керував діями підлеглих, які незабаром повністю знищили десант. За деякий час Головко не допустив повторної висадки ворожого десанту, знищивши трьох ворогів. Під час надання першої допомоги побратимові, їх було атаковано гранатою. Головко отримав поранення, проте зміг винести товариша з поля бою до евакуаційного автомобіля. Але під час посадки ворожий постріл з РПГ знищив машину, і старший лейтенант Головко та ще двоє поранених військовослужбовців загинули.
24 березня 2022 року похований у Дубровиці. Залишилися мама, дружина, син та донька 

## Нагороди
- звання «Герой України» з удостоєнням ордена «Золота Зірка» (2022, посмертно) — за особисту мужність і героїзм, виявлені у захисті державного суверенітету та територіальної цілісності України, самовіддане служіння Українському народу[6].